# Маршин, Михаил Герасимович
Михаил Герасимович Маршин (белор. Міхаіл Герасімавіч Маршын; 1910 — 2004) — советский хозяйственный, государственный и политический деятель. Герой Социалистического Труда.

## Биография

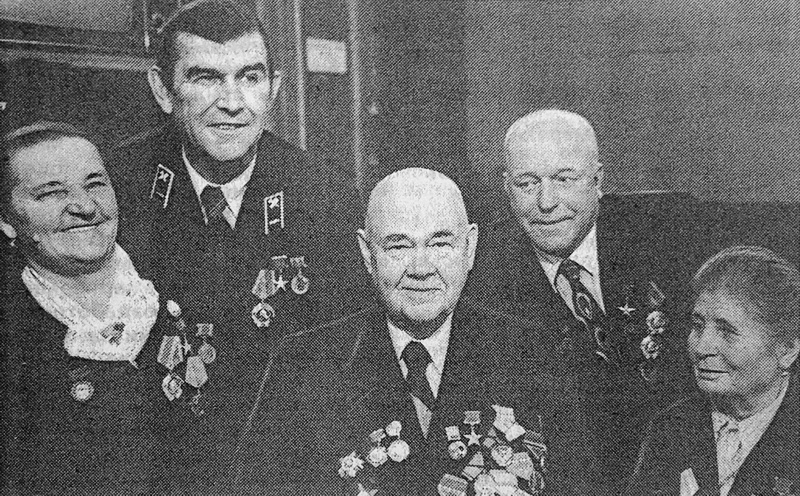
Герои Социалистического Труда Жлобинского района (слева направо) А. И. Литош, А. П. Шебуняев, М. Г. Маршин, А. Д. Конопляников, М. Ф. Вишневская.

Родился в 1910 году в деревне Старая Рудня. Член КПСС.
С 1930 года — на хозяйственной, общественной и политической работе. В 1930—1979 гг. — комсомольский и партийный работник, партизан Великой Отечественной войны, комиссар партизанского отряда вблизи Старой Рудни, партийный работник в Жлобинском районе, председатель колхоза имени Кирова Жлобинского района Гомельской области.
Избирался депутатом Верховного Совета Белорусской ССР 6-го созыва.
Умер в Минске в 2004 году.

## Награды и звания
Указом Президиума Верховного Совета СССР от 22 марта 1966 года присвоено звание Героя Социалистического Труда с вручением ордена Ленина и золотой медали «Серп и Молот».

## Память
- Имя М. Г. Маршина носит одна из улиц Жлобина (Гомельская область).
- В честь М. Г. Маршина на здании Староруднянского клуба размещена мемориальная доска.
- Имя М. Г. Маршина на Аллее Героев в Жлобине (Гомельская область)[1].